# ネックストラップ
ネックストラップは首にかけるストラップのことである。1985年にアメリカの産業デザイナー、ジョン・D・エーカーによって開発された。開発当初は金融情報端末で利用することを目的としていたが、携帯電話の普及や、2000年代よりカード型の社員証・職員証などをネックストラップを用いて名札として使う目的から広く普及している。

## 時代背景
ネックストラップが開発された1980年代はアメリカの金融界にとって激変の時代であった。1971年にニクソンショックによって金とドルの兌換制度が廃止されて以来、アメリカでは金融派生商品の取引が活発化し、さらに1980年代のコンピュータの急激な進化によって、秒速で金融市場は動くようになった。それに合わせてReutersやBloombergといった金融情報事業者が躍進した、1983年、Bloombergは世界に先駆けて小型の金融情報配信端末を発売した。小型であることは大いに評価されたが、端末の重さが最大のネックであった。結局、重さを理由にBloombergの携帯端末はそれほど売れることはなかった。

## 首にかける理由
その後、Bloombergはゼネラル・エレクトリック社と共同で、端末の小型化に取り組む。そして、失敗から2年後、重量わずか1.5gの端末の開発に成功する。your neck available首にかけても疲れない、そんなキャッチフレーズで、実用性ではなくあくまで広告を目的として、bloomberg端末はネックストラップと共にウォール街へ飛び出した。

## デザインの進化
開発当時のネックストラップはまるでオリンピックのメダルにつけられている紐のように貧弱で洗練されないものであった。ジョン・D・エーカーはネックストラップのデザイン性を向上させることで、ネックストラップ市場を拡げることに試みた。1990年、ジョン・D・エーカーはフィンランドの携帯電話メーカーNOKIAとともにデザイン性を重視したネックストラップの販売を開始する。ジョン・D・エーカーは当初、当時「japan as number one」とすら言われていた日本の携帯電話メーカーとの共同開発を望んでいたようだが、日本のメーカーは興味を示さなかった。当時の日本では携帯電話の購入時がデザインが選択の決め手となることに気づいていなかったようだ。その後NOKIAはデザイン性で日本の携帯電話を大きく引き離し、世界最大のシェアを誇っている。